# José Montoya (poeta)
José Montoya (Escobosa, Nuevo México, 28 de mayo de 1932 - Sacramento, California, 25 de septiembre de 2013) fue pintor, artista y uno de los más poetas bilingües chicanos más influyentes. 
Comenzó su carrera poco después de la guerra de Corea, cuando entró en San Diego City College como estudiante de arte, y después en la Escuela de Artes y Oficios de California en Oakland, California. Se graduó con un Bachillerato en Artes en 1962. A principios de la década de 1970, se unió a los estudiantes y miembros de la comunidad chicana para fundar la Rebel Chicano Art Front, más tarde rebautizado como Royal Chicano Air Force, que organiza numerosas actividades culturales, educativas y políticas en el área de Sacramento. Comenzó su carrera enseñando en la secundaria hasta que obtuvo su MA en 1971, en la Universidad Estatal de California. Luego enseñó durante 25 años en el Departamento de Educación Artística en CSUS.
Su hijo Richard Montoya es miembro del grupo de performance Culture Clash.

## Obras
- Montoya, José. El Sol y Los De Abajo and other R.C.A.F. poems por José Montoya. San Francisco: Ediciones Pocho-che, 1972.
- Montoya,  José. In Formation: 20 Years of Joda. Chusma House Publications, 1992.
- Trio Casindio y el Royal Chicano Air Force.  20 Years of Songs by José Montoya.